# Бурлеска (Штраус)
Бурле́ска (нім. Burleske) для фортепіано з оркестром ре мінор — це музичний твір для фортепіано з оркестром, написаний німецьким композитором Ріхардом Штраусом у 1885—1886 роках.

## Історія

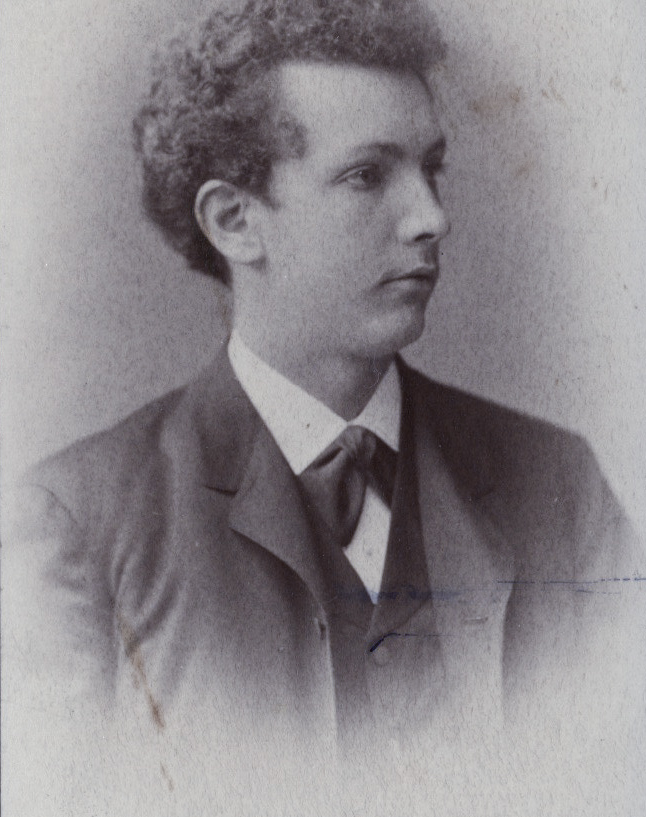
Ріхард Штраус у віці 22 років (фото 1886 року)

### Оригінальна назва та присвята
Спочатку твір називався «Скерцо ре мінор» і був написаний для Ганса фон Бюлова, який призначив Штрауса асистентом диригента Майнінгенського придворного оркестру. Однак фон Бюлов назвав композицію «складною нісенітницею» і відмовився її вивчати. Він вважав, що партія фортепіано була «лістівською» та «непридатною для виконання», особливо для піаніста з малим розмахом рук (Штраус зауважував, що фон Бюлов сам ледве міг досягти октави). Штраус репетирував твір з оркестром Майнінгена, самостійно диригуючи і виконуючи сольну партію, але потім відклав його. Він писав фон Бюлову: «[В]раховуючи видатного (!) піаніста та першокласного (!) диригента, можливо, все це не виявиться тією безглуздою нісенітницею, як я вважав після першої репетиції. Після першого ж прослуховування я був повністю зневірений».

### Перейменування, нова присвята та прем'єра
У 1889 році Штраус познайомився з Еженом д'Альбером, якому твір сподобався, хоча й він запропонував деякі скорочення та зміни до фортепіанної партії. Штраус присвятив перероблений твір д'Альберу, який і виконав його прем'єру під новою назвою «Бурлеска» на з'їзді Загальнонімецького музичного товариства в Айзенаху 21 червня 1890 року. Слово «бурлеск» перекладається як «фарс» або «глузування». На тому ж концерті прозвучала прем'єра симфонічної поеми «Смерть і просвітлення» Штрауса.

### Реакція
Бюлов все ще не був вражений. У листі до Йоганнеса Брамса в січні 1891 року він писав: «У „Бурлесці“ Штрауса безперечно є певна геніальність, але в інших аспектах вона жахлива». Незважаючи на свою оцінку, він диригував твором того місяця в Берліні, солістом був Ежен д'Альбер.
Видавець запропонував Штраусу значну суму за права на твір, але він все ще не був переконаний у його перевагах, тому відмовився. Ймовірно, на його власну думку про твір вплинула думка Бюлова. Чверть століття по тому він писав про Бюлова: «Для кожного, хто будь-коли чув, як він грає Бетховена чи диригує Вагнера, хто відвідував один із його уроків гри на фортепіано чи спостерігав за ним на репетиції оркестру, він неминуче ставав взірцем усіх сяючих чеснот виконавця, а його зворушливе співчуття до мене, його вплив на розвиток моїх мистецьких здібностей були вирішальними факторами в моїй кар'єрі».

### Публікація
Лише у 1894 році Штраус погодився на публікацію «Бурлески». І хоча йому знадобилося багато часу, щоб сприйняти її з великою прихильністю, зрештою «Бурлеска» стала одним із його улюблених творів. Зокрема, він включив її до програми свого останнього концерту в Лондоні з оркестром «Філармонія» у вересні 1947 року разом із «Дон Жуаном», «Домашньою симфонією» та вальсами з «Кавалера троянди».
Штраус ніколи не присвоював цьому твору номера опусу. У каталозі Еріха Германа Мюллера фон Азова «Бурлеска» міститься під номером 85, а в каталозі Франца Тренера — під номером 145.

### Інші прем'єри
Перше виконання «Бурлески» у Сполучених Штатах відбулося у квітні 1903 року у виконанні Генріха Гебхарда з Бостонським симфонічним оркестром під орудою Вільгельма Ґеріке. Австралійська прем'єра відбулася у 1937 році у виконанні Віри Бредфорд та Мельбурнського симфонічного оркестру під керівництвом Георга Шнеевойгта. Шнеевойгт вважав, що партію фортепіано може зіграти лише піаніст-чоловік, і вимагав заміни Віри Бредфорд, але вона наполягла на своєму і врешті продемонструвала видатне виконання.

## Структура
Твір починається з теми, яку виконують литаври, а потім підхоплює оркестр. Фортепіано збуджено починає свою партію. З'являється друга, більш лірична брамсіанська тема, після якої музика нагадує вальси з «Кавалера троянди». Твір закінчується тихо, знову литаврами. Його виконання займає близько 20 хвилин.
Твір написаний для фортепіано соло та симфонічного оркестру у складі флейти-пікколо, 2 флейт, 2 гобоїв, 2 кларнетів у сі-бемоль мажор, 2 фаготів, 4 валторн (2 у фа мажор, 2 у ре мажор), 2 труб, литавр та струнних.

## Відомі виконавці
Серед відомих виконавців, які грали або записували «Бурлеску», — Марта Аргеріх, Клаудіо Аррау, Емануель Акс, Вільгельм Бакхауз, Мауріціо Багліні, Рудольф Бухбіндер, Мішель Дальберто, Баррі Дуглас, Малкольм Фрейджер, Нельсон Фрейре, Гленн Гулд, Елен Грімо, Фрідріх Гульда, Марк-Андре Хамелін, Байрон Дженіс, Джеффрі Кахане, Александер Лонквіх, Еллі Ней, Святослав Ріхтер, Мартін Роско, Рудольф Серкін, Яша Співаковський (диригував сам Штраус), Сара Девіс Бюхнер, Жан-Ів Тібоде та Бертран Шамаю. Існує запис, на якому сам композитор диригує оркестром «Філармонія» у Альберт-Холі в Лондоні 19 жовтня 1947 року, партію фортепіано виконує Альфред Блюмен (це був останній концерт, яким диригував Штраус).
У 2001 році хореограф Пітер Мартінс використав музику «Бурлески» для балету в постановці Нью-Йоркського міського балету.
В Україні «Бурлеску», зокрема, виконувала Ілона Турчанінова-Нетреба разом із симфонічним оркестром Запорізької обласної філармонії під орудою В'ячеслава Реді у 2012 році.